# Tour de l'Avenir 2002
Le Tour de l'Avenir 2002 est la 39e édition du Tour de l'Avenir. La compétition, ouverte aux coureurs de moins de 25 ans s'est déroulée du 5 au 14 septembre 2002. La course comportait 10 étapes tracées entre Saint-Grégoire et Saint-Flour.

## Récit
L'épreuve de classe 2.5 réunit des équipes nationales et des équipes de groupes sportifs, chaque équipe étant composée de 6 coureurs. L'épreuve est réservée aux coureurs de moins de 25 ans soit ceux nés depuis le 1er janvier 1977.
Evgueni Petrov est le douzième vainqueur à ne pas avoir remporté d'étape. Il s'impose avec une seconde d'avance sur le deuxième, le Français Pierrick Fédrigo.
Il s'agit de la deuxième victoire russe depuis l'effondrement de l'URSS. L'Italien Filippo Pozzato est le seul à remporter deux étapes. Le Biélorusse Alexandre Usov s'adjuge une étape pour la troisième année consécutive. Lors de cette édition, pour la première fois, un Norvégien (Thor Hushovd) et un Australien (Matthew Wilson) portent le maillot jaune.

## Étapes
| #  | Date     | Villes étapes                             | km    | Vainqueur        | Leader           |
| -- | -------- | ----------------------------------------- | ----- | ---------------- | ---------------- |
| 1  | 5 sept.  | Saint-Grégoire - Saint-Grégoire (clm)     | 9     | Filippo Pozzato  | Filippo Pozzato  |
| 2  | 6 sept.  | Saint-Grégoire - Bonchamp-lès-Laval       | 193   | Alexandre Usov   | Thor Hushovd     |
| 3  | 7 sept.  | Bonchamp-lès-Laval - Montlouis-sur-Loire  | 200   | Matthew Wilson   | Gorka González   |
| 4  | 8 sept.  | Montlouis-sur-Loire - Valençay            | 147   | Samuel Dumoulin  | Gorka González   |
| 5  | 9 sept.  | Vatan - Saint-Amand-Montrond              | 148   | Filippo Pozzato  | Matthew Wilson   |
| 6  | 10 sept. | Saint-Amand-Montrond - Guéret             | 147.5 | Philippe Koehler | Philippe Koehler |
| 7  | 11 sept. | Guéret - Super-Besse                      | 180   | Aitor Silloniz   | Evgueni Petrov   |
| 8  | 12 sept. | Besse-et-Saint-Anastaise - La Chaise-Dieu | 144   | Xavier Florencio | Evgueni Petrov   |
| 9  | 13 sept. | Chomelix - Saint-Flour                    | 156   | Jimmy Casper     | Evgueni Petrov   |
| 10 | 14 sept. | Saint-Flour - Saint-Flour                 | 138   | Mauricio Ardila  | Evgueni Petrov   |

## Classement final
|     | Cycliste          |    | Temps            |
| --- | ----------------- | -- | ---------------- |
| 1.  | Evgueni Petrov    | en | 35 h 44 min 41 s |
| 2.  | Pierrick Fédrigo  | +  | 01 s             |
| 3.  | David Muñoz       |    | 13 s             |
| 4.  | Aitor Silloniz    |    | 14 s             |
| 5.  | Kevin De Weert    |    | 31 s             |
| 6.  | Pieter Weening    |    | 34 s             |
| 7.  | David Arroyo      |    | 37 s             |
| 8.  | Giampaolo Caruso  |    | 42 s             |
| 9.  | Yaroslav Popovych |    | 47 s             |
| 10. | Egoi Martínez     |    | 1 min 02 s       |
| 11. | Iñaki Isasi       |    | 1 min 07 s       |
| 12. | Jure Golcer       |    | 1 min 56 s       |
| 13. | Anthony Charteau  |    | 2 min 10 s       |
| 14. | Mauricio Ardila   |    | 2 min 15 s       |
| 15. | Vladislav Borisov |    | 2 min 17 s       |

## Classements annexes
| Classement par points     | Alexandre Usov     |
| Grand Prix de la Montagne | Christophe Laurent |
| Meilleure équipe          | Euskaltel-Euskadi  |